# Esra Özmen

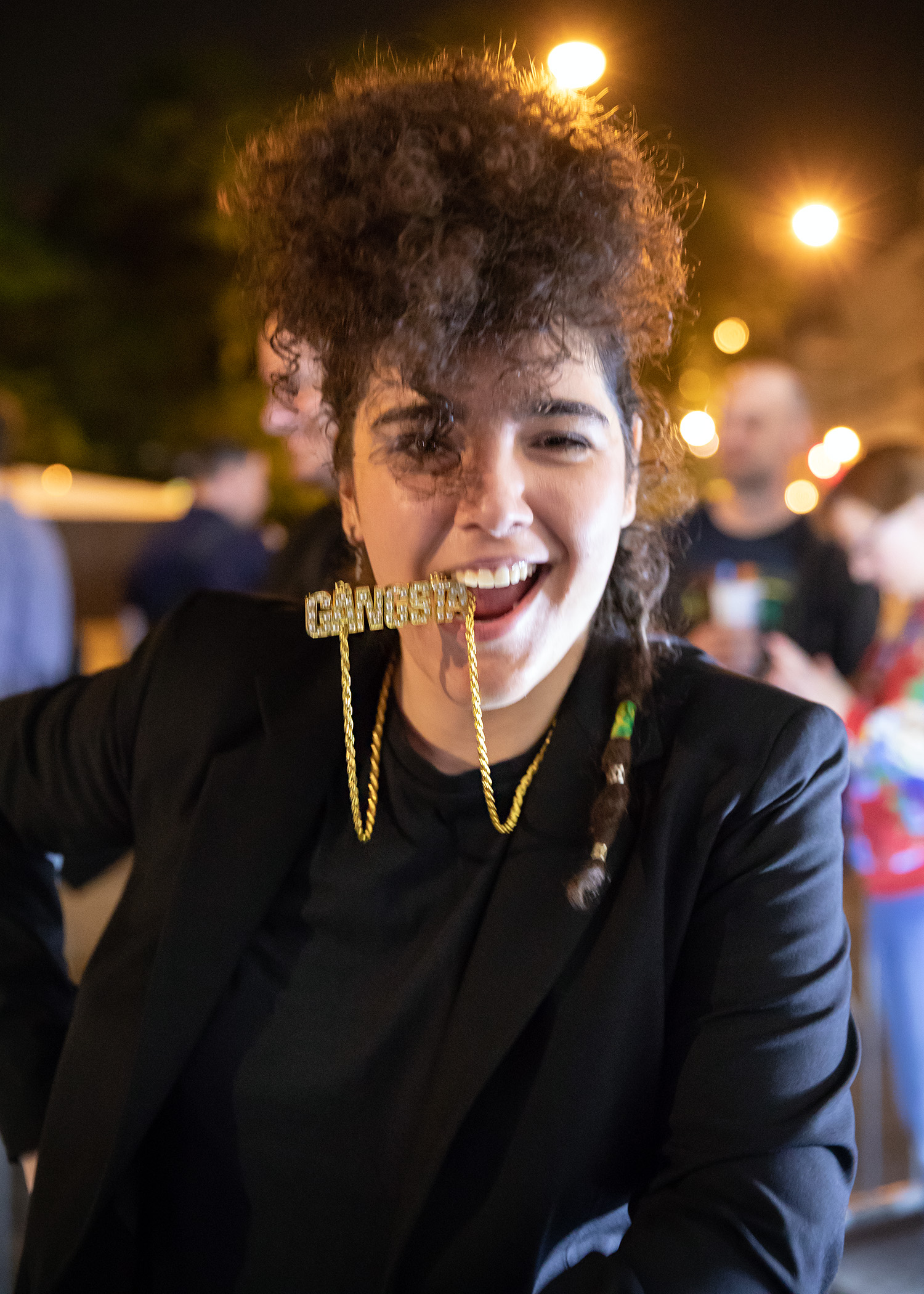
Esra Özmen bei den Wiener Festwochen (2018)

Esra Özmen (* 1990 in Wien) ist eine österreichische Rapperin und Texterin. Sie tritt mit ihrem Bruder im Duo EsRap auf, kuratierte das Wiener Popfest und leitet einen Rap-Chor in Ottakring.

## Leben
Esra Özmen ist im Wiener Gemeindebezirk Ottakring geboren und aufgewachsen. Ihr Großvater war in den 1960er Jahren aus der Türkei nach Österreich gekommen und arbeitete am Bau, ihr Vater ist Dachdecker und repariert Gemeindebauten. Ihre Mutter entstammt einer türkischen Nomadenfamilie. Zu Hause wurde nur Türkisch gesprochen. Trotz sprachlicher Defizite im Deutschen schaffte Esra Özmen den Übergang von der Hauptschule auf ein Sportrealgymnasium. Sie war das einzige Arbeiterkind und die einzige Ausländerin in ihrer Klasse. Eine Sozialarbeiterin half ihr auf ein Gymnasium zu wechseln, wo sie von den Lehrern Unterstützung erhielt und die Matura ablegte. In ihren Rap-Texten singt sie über sich „als die Enkel der Gastarbeiter“. Der Rassismus habe sie erst zur Ausländerin gemacht. Sie bezeichnet sich als „gläubige Muslimin“, sie schätze die Philosophie dahinter.
An der Akademie der bildenden Künste Wien studierte sie konzeptionelle Kunst und schloss das Studium 2016 mit einer Diplomarbeit über die Entstehung des Rap unter dem Titel Rap als Widerstand – Migration, Bildung und Freiheit ab.

## Wirken
Während ihres Studiums kam sie erstmals mit theoretischen Konzepten von Feminismus in Berührung und fordert seitdem eine umfassende Aufklärung zu frauenspezifischen Themen bereits im Schulunterricht. Als muslimische Feministin engagiert sich Özmen, um öffentlichkeitswirksame Möglichkeiten, bestehende Stereotype und Klischees zu Islamdiskursen zu entkräften. Sie zeigt auf, dass antimuslimische Rhetorik reale Auswirkungen auf das Leben der Betroffenen haben können.

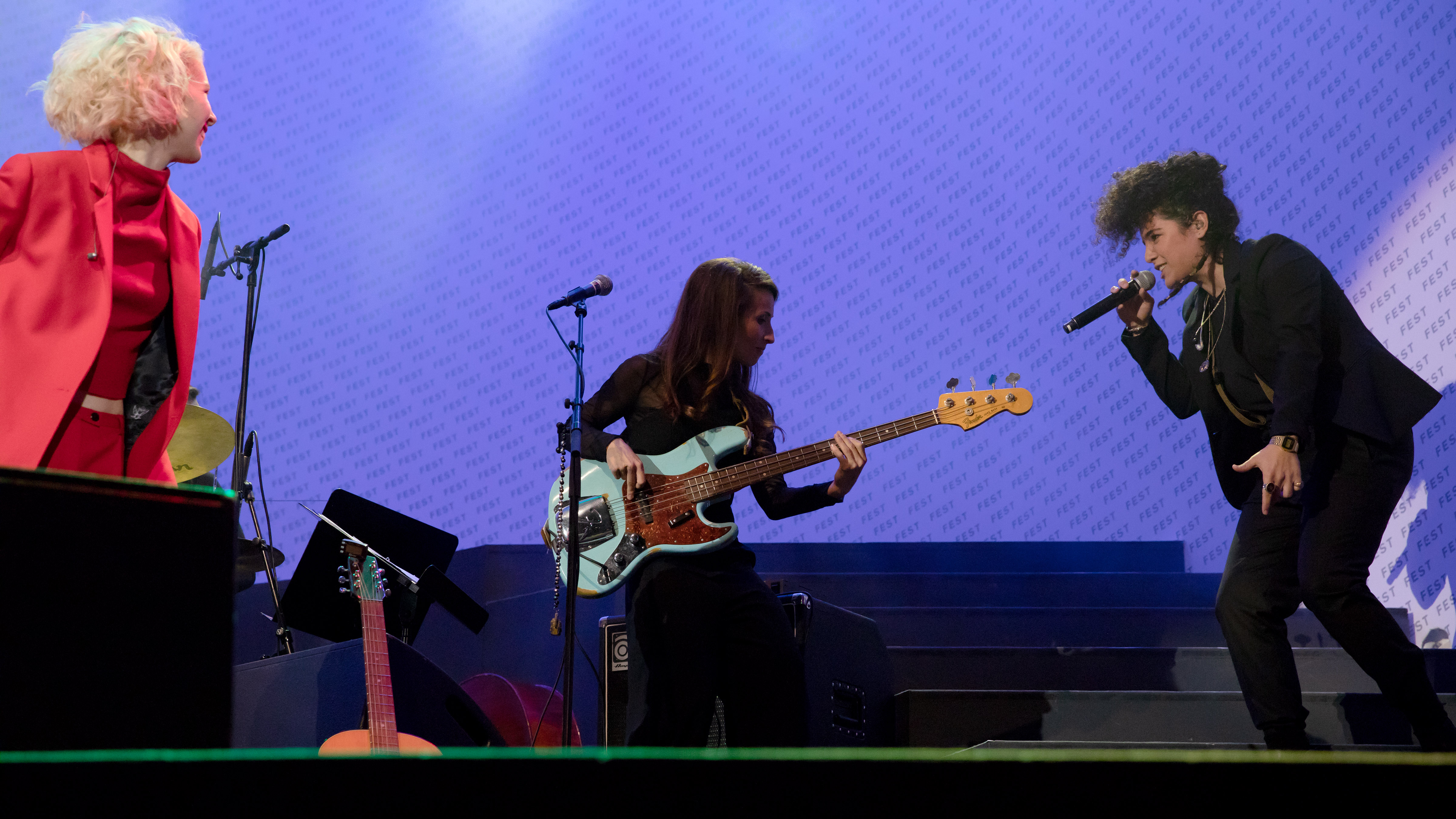
Eröffnungsabend der Wiener Festwochen 2018

Mit 22 Jahren begann sie gemeinsam mit ihrem jüngeren Bruder Enes im Duo EsRap aufzutreten. Sie rappt „mit gepresster Stimme wütend Texte ins Mikrofon“, er singt den Refrain, schrieb die Wiener Zeitung 2013. Ihre Texte thematisieren Diskriminierung und Marginalisierung. Sie sind zweisprachig, Deutsch und Türkisch fließen ineinander. 2018 und 2019 nahm das Duo an der Eröffnung der die Wiener Festwochen teil. Zum Abschluss der Eröffnung 2018 sangen sie mit Mira Lu Kovacs das Lied Die Arbeiter von Wien von Fritz Brügel. Über Özmens Auftritt schreibt Anna Badora: „Dann kommt Esra. Mir explosiver, alles niederwalzenden Energie rappt sie mit Enes auf Türkisch und Deutsch, erzählt von „Tschuschen“ und „Kanaken“, über die neue Arbeitsklasse, die von der Öffentlichkeit als solche noch gar nicht wahrgenommen wird.“ Der Auftritt sei ein Meilenstein in ihrer Karriere gewesen, er habe ihre Lebenswelt auf die Höhe der Kunst gehoben.
In einem Interview mit dem Zeit Magazin beschreibt Esra Özmen ihren Bezug zur Sprache: „Der Rap hat mir gezeigt, dass Sprache nicht so sein muss, wie sie in den Büchern steht. Klar soll man an Standards festhalten, ich sage auch nicht: ‚Nieder mit der Klassensprache!‘ Aber wenn sich in Wien arabische Wörter mit österreichischen zu einem Mischsalat vermengen, dann ist das doch geil, oder? Das ist Wien! Mein österreichisches Lieblingswort? Salem aleikum!“
Gemeinsam mit Herwig Zamernik war Esra Özmen 2020 und 2021 Kuratorin beim Wiener Popfest.
Esra Özmen hält Workshops in Schulen und Jugendzentren zu Texten im Rap. 2018 gründete sie mit Betül Seyma Küpeli im Kunstraum „Brunnenpassage“ am Wiener Brunnenmarkt in Ottakring den ersten Rap-Chor, den sie seitdem leitet. Im Rahmen des Kooperationsprojektes StadtRecherchen des Burgtheaters fand im Juni 2018 der erste große Auftritt statt. Ab Herbst 2018 entwickelte sich die Fortsetzung des Projektes mit einer Zusammenarbeit auf künstlerischer und inhaltlicher Ebene unter der Leitung von Jana Dolečki und Esra Özmen. Beiden Gründerinnen Esra Özmen und Betül Seyma Küpeli, war es wichtig, die Teilnahme besonders stark auf (junge) Frauen zu konzentrieren. Das Projekt leiste durch die Vorbildfunktion und der jahrelangen Erfahrung der Gründerinnen, die in der Wiener Alternativ-, Künstlerinnen-, Migrantinnen- und Musikszene bekannt sind, einen Beitrag zur Selbstermächtigung der Teilnehmenden.

## Auszeichnungen
- 2017: Frauenring-Preis für „Rap als Widerstand“.[15]
- 2024: Förderungspreise der Stadt Wien für Musik[16]
- 2025: Willi-Resetarits-Preis[17]